# Zec des Nymphes
Pour les articles homonymes, voir Nymphe (homonymie).
La zec des Nymphes est une zone d'exploitation contrôlée (Zec) située dans la municipalité de Saint-Zénon, dans la municipalité régionale de comté (MRC) de Matawinie, dans la région administrative de Lanaudière, au Québec, au Canada. Depuis sa création en 1979, la zec est administrée par l'Association chasse et pêche des Nymphes inc.

## Géographie
La zec des Nymphes s'étend sur 171 km2 dans les municipalités de Mandeville (Québec), Saint-Damien et à l'est de Saint-Zénon. La zec est située à une trentaine de kilomètres au nord de Sainte-Émélie-de-l'Énergie dans le nord de la région de Berthierville. La zec comporte 123 lacs, de même que la rivière Mastigouche, qui arrosent ce grand territoire de la région de Lanaudière.
La zec est située à 1 heure 15 de Montréal, par l'Autoroute 31. Les adeptes de plein air peuvent pénétrer dans le territoire avec leur embarcation ou utiliser le service de location de chaloupes à rames offert par la zec.S

## Chasse et pêche
L'omble de fontaine est la reine des plans d'eau de la zec. L'abondance de la faune aquatique découle d'une saine gestion des ensemencements, à d'excellents sites de frayères et à la régénérescence naturelle des truites indigènes de plusieurs lacs notamment dans les lacs suivants: le lac à la Pluie, le lac des Îles, le lac Wolfe, le lac petit Mastigouche ainsi que nos rivières et ruisseaux. La pêche à gué peut se pratiquer le long de la rivière Gauthier, de la rivière Mastigouche et du ruisseau Ignace (Matawinie).
Les amateurs de pêche sportive peuvent taquiner la truite touladi, la truite arc-en-ciel, l'achigan, le brochet et la perchaude. La truite mouchetée de souche Rupert foisonne dans le lac Civille.
Dans la zec, la chasse sportive est contingentée pour les espèces suivantes : le tétras, la gélinotte huppée et le lièvre. Le contingentement s'applique aussi à la chasse à l'orignal, selon les périodes de l'année, le sexe des bêtes et le type d'engin de chasse. Au printemps, la chasse à l'ours est de plus en plus populaire.
Compte tenu de la proximité de la zec de Montréal, plusieurs chasseurs et pêcheurs proviennent des grandes villes canadiennes et américaines.

## Principaux attraits
Les adeptes de plein air sauront apprécier notamment la beauté sauvage des lacs Merisier, du lac Croche, du lac Vert ou de la rivière Gauthier.
Les utilisateurs de la zec peuvent y pratiquer de nombreuses activités de plein air, notamment: vélo de montagne, randonnée pédestre, observation de la flore et de la faune, kayak, canot-camping, baignades à diverses plages (lac des Îles, lac Gauthier, lac Saint-Jacques, lac Crystal et lac Merisier). Au cours de la saison estivale, de nombreux cueilleurs de petits fruits sauvages se donnent rendez-vous dans la zec, notamment pour les framboises, les airelles, les bleuets, l'amélanchier, les cerises à grappes, les champignons sauvages comestibles.
Les utilisateurs peuvent aussi pratiquer le quad/VTT/autoneige. La Zec des Nymphes met à la disposition des utilisateurs plusieurs sites de campings rustiques dont cinq emplacements avec électricité, tous situés sur des sites enchanteurs!

## Toponymie
La zec ayant été constituée en 1979, le toponyme tire son origine du nom du lac des Nymphes situé dans le territoire non organisé de Baie-de-la-Bouteille, à l'extérieur de la limite est de la zec, dans la réserve faunique Mastigouche. Chez les insectes à métamorphoses complètes, la nymphe évoque le stade intermédiaire entre l'état de larve, ou ver, et celui d'insecte complet. À l'origine, les pêcheurs récréatifs ont sans doute utilisée cette appellation qui est devenue généralement reconnue chez les adeptes de plein air pour désigner le lac. La mouche (nymphe) se pratique en utilisant avec l'hameçon une mouche noyée représentant une nymphe servant d'appât. Le belvédère situé à l'arrière du presbytère de Saint-Zénon, permet d'admirer la vallée de la rivière Sauvage qui est désignée "Coulée des Nymphes".
Le toponyme "zec des Nymphes" a été officialisé le 5 août 1982 à la Banque des noms de lieux de la Commission de toponymie du Québec.